# Azuayacana
Azuayacana là một chi bướm đêm thuộc họ Tortricidae.

## Các loài
- Azuayacana cidnochroa Razowski, 1999